# ロジャー・バブソン
ロジャー・ワード・バブソン（Roger Ward Babson、1875年7月6日 - 1967年3月5日）は、アメリカ合衆国の投資家、経済理論家である。バブソン大学の創設者として知られる。その他に、ウェバー大学、ユートピア大学やフロリダ州ポーク郡のバブソンパークを創設している。

## 生涯
バブソンは、マサチューセッツ州グロスターのバブソン家の10代目として、ナサニエル・バブソンと妻エレン・スターンズの間に1875年7月6日に生まれた。マサチューセッツ工科大学(MIT)で工学を学び、1898年に卒業した。大学卒業後はボストンの投資会社に入社し、そこで証券の売買について学んだが、会社の方針に疑問を感じ、それを社長に具申したことで解雇された。ニューヨークで個人で証券の売買をした後、1900年にボストンの別の投資会社に勤務した。1900年に結婚した妻とともに、1904年にバブソン統計協会（ビジネス統計協会、バブソン・レポートを経て、現在はバブソン・ユナイテッド）を設立した。この会社でバブソンは、経済状況や株式市場を分析したレポートを発行し、これが当たったことで財を成した。1919年に、起業家教育に特化したバブソン大学を設立した。
1900年3月29日にグレース・マーガレット・ナイト(Grace Margaret Knight)と結婚した。1956年にグレースと死別し、翌1957年にノーナ・M・ドハティ(Nona M. Dougherty)と結婚した。ノーナと1963年に死別した後、バブソンも1967年3月5日に死去した。

## 経済理論の研究
バブソンは、株式市場の動きに関する異端的な見解に基づくことで、投資家として成功した。バブソンの伝記を執筆したジョン・マルカーンによれば、バブソンは、景気循環はアイザック・ニュートンの作用反作用の法則で説明できる（株式市場の動きを説明するために重力を利用できる）という疑似科学的な考えを持っていた。バブソンの市場予測の手法は、『トレーダーズ・ワールド・マガジン』誌の記事や、バブソンが設立した重力研究財団のWebサイトで解説されている。
バブソンはMIT在学中に学長にビジネスコースの設置を働きかけ、その結果として「ビジネス工学」コースが作られた。このコースは後に拡大され、現在の経営学修士(MBA)コースの前身とみなされている。
バブソンは経済や社会問題に関する本を生涯に40冊以上執筆した。その中で最も読まれたのは、"Business Barometers"（再版8版）と"Business Barometers for Profits, Security, Income"（再版10版）である。また、新聞記事やコラムも多数執筆し、ビジネスや金融のトレンドに関する講演も行った。
バブソンは、ニューヨーク証券取引所に上場している企業などを対象に投資を行い、そのうちのいくつかで取締役を務めた。1904年に投資顧問会社のバブソン統計協会（現 バブソン・ユナイテッド）を設立し、アメリカ初の投資ニュースレターを発行した。
バブソンは、MIT教授のジョージ・フィルモア・スウェインとともに、作用反作用の法則を経済に応用する研究を行った。そして、ジグザグに動く市場のチャート上に、その線より上と下の面積が同じになるように直線を引いた「バブソンチャート」を開発した。後にアラン・H・アンドリュースは、バブソンチャートを更に改良して、現在広く使われている「アンドリュース・ピッチフォーク」を生み出した。

### バブソンの投資十戒
バブソンは、次に挙げる「投資十戒」を自身の投資活動において守り、ニュースレターの読者にもこれを勧めていた。
1. 投機と投資は分けよ。
2. 名前に騙されるな。
3. 新しいプロモーションには警戒せよ。
4. 市場の能力を十分に考慮せよ。
5. 適切な事実なしに購入するな。
6. 分散投資で購入を保護せよ。
7. 同じ会社の異なる証券を買って分散しようとするな。
8. 小企業は注意深く精査せよ。
9. 過剰ではなく、十分な証券を購入せよ。
10. 仲介業者を選び、アウトライト取引で購入せよ（信用取引で購入するな）。

### ウォール街大暴落の予測
好景気が続くとの期待が高まっていた狂騒の20年代の1929年9月5日、バブソンはバブソン大学で開催された全米ビジネス会議で講演を行い、「今、史上かつてないほど多くの人々が借金をして投機している。遅かれ早かれ暴落がやって来て、それはとても恐ろしいものになるだろう」と述べた。バブソンは、「賢明なのは、借金を止めて帆を畳む投資家である。これは、持っているものを全て売るという意味ではなく、借金を返済し、信用投機を避けるという意味である」とアドバイスした。
その日の内に株式市場は約3パーセント下落し、「バブソン暴落」と呼ばれた。そして、翌10月にはウォール街大暴落があり、世界恐慌へと続くことになる。

## 政治活動
バブソンは1940年のアメリカ大統領選挙で禁酒党から立候補した。この選挙では民主党現職のフランクリン・デラノ・ルーズベルトが勝利したが、バブソンの得票は共和党のウェンデル・L・ウィルキー、アメリカ社会党のノーマン・トーマスよりも少ない約6万票であり、選挙人は一人も獲得できなかった。

## 重力研究財団の創設
バブソンは1948年に重力研究財団を創設した。本部と研究施設はニューハンプシャー州ニューボストンに置かれたが、これはこの街がボストンから十分に離れており、ボストンが核攻撃を受けても安全であるとバブソンが考えたためである。

## アイザック・ニュートンへの関心

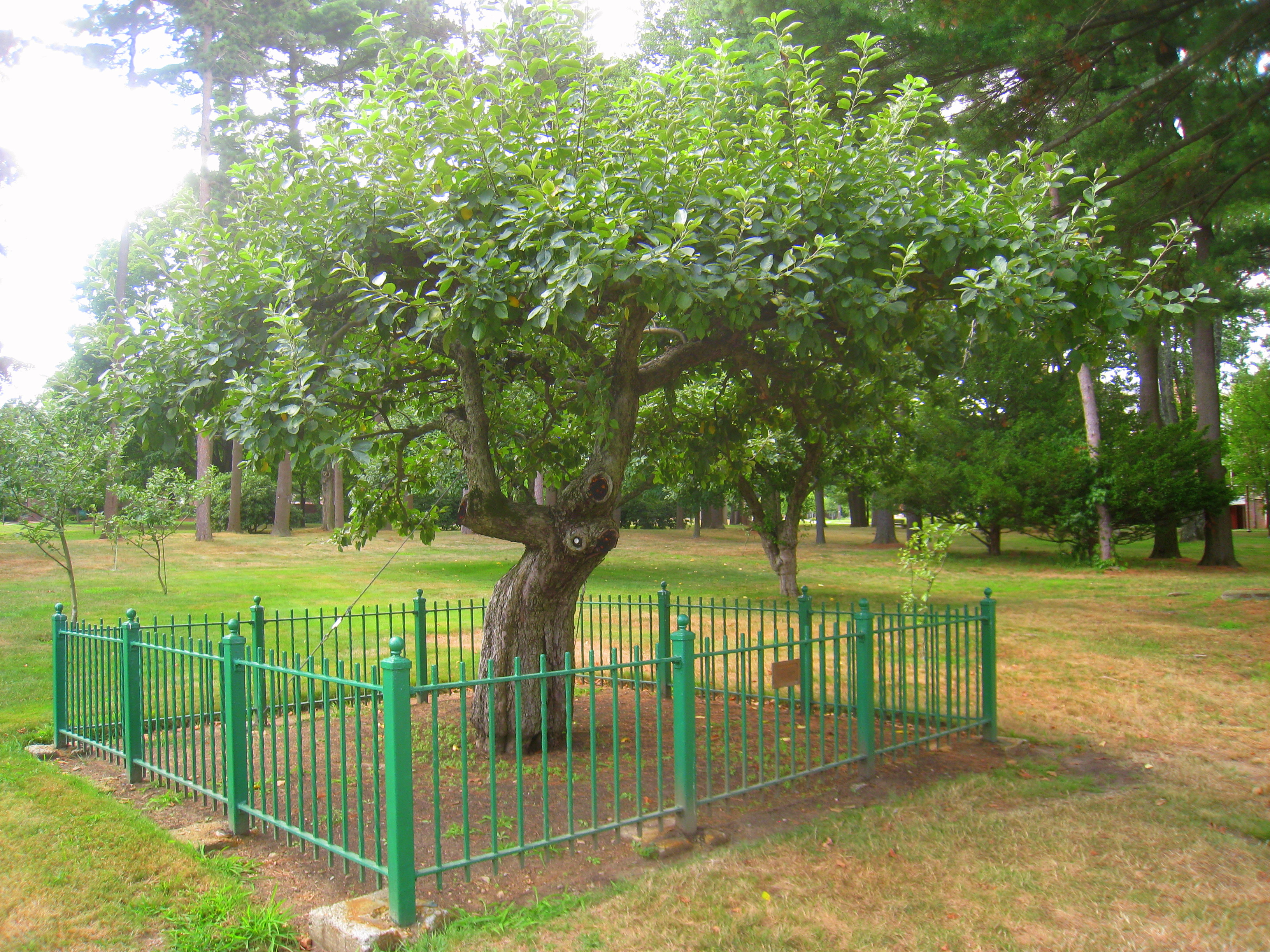
バブソン大学にあるニュートンのリンゴの木の子孫

生涯を通じて、バブソンはアイザック・ニュートンに強い関心を持っていた。「ニュートンが理論的なものと実践的なものを結びつけていた」ことを学んだ後、バブソンはそれを真似て、ニュートンが基本法則として整理した作用反作用の法則を金融に応用した。
バブソンの妻、グレース・バブソンもまたニュートンに強い関心を持っており、長年にわたりニュートンの著作物の様々な翻訳、版、注釈書を収集していた。当時、科学の著作物を大量に収集することは容易であり、グレースの蔵書に対する書籍コレクターの評価は低かった。夫の経済的な成功の後、グレースは自分の蔵書をさらに拡大させ、ニュートン関連資料は1千点を超え、アメリカで最大のものとなった。グレースが収集した資料は、1995年にマサチューセッツ工科大学のバーンディ図書館に、2006年にカリフォルニア州サンマリノのハンティントン・ライブラリーに貸与され、学術研究に利用されている。またグレースは、ニュートンが最後に住んだ家が取り壊される際にその客間を保存し、バブソンパークにレプリカを作った。
バブソン大学のサー・アイザック・ニュートン図書館（現 トマソ・ホール）とランダー管理センターの間には、そこから実が落ちるのを見てニュートンが万有引力のアイデアを思いついたという伝説のあるリンゴの木の子孫がある。

## バブソン岩
バブソンは、マサチューセッツ州グロスターにある、廃墟となった街ドッグタウンの歴史に関心を持っていた。バブソンは、世界恐慌時代にグロスターで失業した石工たちを助けるため、ドッグタウンの中心部にある約20個の岩に、バブソンが考えた碑文を彫る仕事を依頼した。これらの岩は「バブソン岩」(Babson Boulders)と呼ばれ、この岩を周回する道は現在はハイキングやマウンテンバイクのコースとなっている。碑文には、"Help Mother"（母を助けよ）、"Spiritual Power"（霊的な力）、"Get A Job"（仕事を見つけよ）、"Keep Out Of Debt"（借金をするな）、"Loyalty"（忠誠心）などの言葉が刻まれている。